# Route nationale 8 (Francia)
La route nationale 8 (RN 8 o N 8) è una strada nazionale lunga 94 km che parte da Aix-en-Provence, passa per Marsiglia e termina a Tolone. Viene detta comunemente anche route de Marseille. Oggi è stata completamente declassata a strada dipartimentale.

## Percorso
La N8 comincia nei quartieri meridionali di Aix-en-Provence, partendo dalla N7, e si dirige a sud con il nome di D8N. Attraversato l’Arc ed il paese di Luynes, tocca diversi altri piccoli centri prima di giungere a Marsiglia, da dove partiva la N8bis. Da lì vira ad est ed imbocca la valle dell’Huveaune fino ad Aubagne, quindi sale al col de l'Ange. Entrando nel dipartimento del Varo piega a sud-est ed assume il nome di DN8. Passa accanto al Circuito Paul Ricard ed inizia la discesa verso il mare, che termina all’uscita dalla valle della Reppe presso Ollioules, comune dopo il quale affianca l’A50 fino a Tolone.